# Rebel Inc.
Rebel Inc. — стратегическая компьютерная игра, разработанная и изданная Ndemic Creations для iOS 5 декабря 2018 года. Позже игра была портирована на Android и Windows; версия игры для персональных компьютеров была выпущена под названием Rebel Inc: Escalation. Основная цель игры — стабилизация региона, при этом игрок не должен позволить мятежникам захватить власть. Также присутствуют особые карты со своими целями.

## Игровой процесс
Согласно сюжету игры, в одной из вымышленных областей мира закончилась война. Игрок действует за губернатора, назначенного временным правительством для стабилизации региона. Доступны разные губернаторы со своими особенностями; также возможно нанимать советников для получения в процессе игры различных бонусов. Для победы необходимо добиться 100% стабильности — высокого показателя поддержки правительства в каждой провинции региона (зоне на карте).
Игроку выделяется ежемесячный бюджет (ежегодный, если губернатором выбран экономист) для финансирования на протяжении всей игровой сессии инициатив нескольких типов. Реформы гарантируют повышение уровня поддержки в регионе и постепенную стабилизацию зон. Если поддержка по той или иной причине снижается, то правительство начинает терять репутацию, падение которой до нуля приведёт к поражению. Репутацию можно повысить, внедряя некоторые инициативы (в том числе и комплексно) или же принимая определённые решения, например, проводя свободные демократические выборы.
В игре есть механики инфляции и коррупции. Инфляция, в зависимости от действий игрока, может как повышаться, так и снижаться, влияя на стоимость вводимых инициатив. Коррупция снижает уровень поддержки, поэтому с ней желательно бороться во вкладке правительственных инициатив.
Через определённое время на карте появятся мятежники, оккупирующие провинции и строящие лагеря, где тренируют себе бойцов. Для борьбы с повстанцами игроку предстоит создать армию. Солдаты делятся на два класса — подразделения Коалиции (синие) и подразделения государства (зелёные), число подразделений каждого типа ограничено. Войска Коалиции почти сразу готовы к размещению и более манёвренны по сравнению с войсками государства, но нелюбимы населением. Срок службы данного класса войск ограничен, его продление чревато потерей репутации в глазах электората и иностранных партнёров. Войска государства подготавливаются много месяцев и вооружены хуже подразделений Коалиции, что можно исправить со временем. Они имеют неограниченный срок службы.
Для нейтрализации повстанческой угрозы солдаты должны освободить зону, атакованную или захваченную мятежниками. Сломленные силы повстанцев в зоне обычно отступают в соседнюю провинцию и пытаются захватить уже её. Мятежники будут побеждены, если им некуда будет отступить — покидать карту и преодолевать естественные препятствия они не могут, поэтому требуется вводить в каждую зону вокруг них военный контингент.
Одним из способов победы является заключение мирного договора с мятежниками. Успешное подписание быстро стабилизирует регион, а мятежники больше не будут посягать на его безопасность.
Поражение будет засчитано при снижении репутации до нуля и в ряде случаев, предусмотренных сценарием: если мятежники уничтожат правительственный штаб или посольство, или если будет провалена особая миссия карты.

## Разработка и выпуск
По словам главного разработчика игры Джеймса Вогана, Rebel Inc. во многом вдохновлена ситуацией в Афганистане, а также множеством других событий, включая колумбийский мирный процесс с ФАРК. Создавая игру, команда разработчиков общалась с различными политиками, читала специализированную литературу.
Изначально игра была выпущена 5 декабря 2018 года для платформы iOS. 11 февраля 2019 года последовал выпуск версии для устройств под управлением Android. 15 октября 2019 года в ранний доступ вышла версия для персональных компьютеров под управлением Windows, которая получила название Rebel Inc: Escalation. Выход полной версии запланирован на конец 2020 года, а в качестве улучшений для данной версии заявлены сюжетная кампания, мультиплеер, кооператив, поддержка Steam Workshop, улучшенная графика и другие.

## Критика
Обозреватель 148Apps Кэмпбелл Бёрд охарактеризовал игру как увлекательное переосмысление идей Plague Inc., отметив, однако, что игра быстро начинает повторяться: нащупав верную стратегию, игрок может воспроизводить её раз за разом, всегда добиваясь успеха. Дик Пейдж с сайта pockettactics.com указывал, что игра может поначалу казаться сложной для понимания, и что злободневные политические темы в ней упрощены и смягчены, однако всё равно считал Rebel Inc. приносящей глубокое внутреннее удовлетворение, а её основной посыл о восстановлении разрушенной войной страны — уместным и даже необходимым в современном мире.